# Oxyanthus troupinii
Oxyanthus troupinii är en måreväxtart som beskrevs av Diane Mary Bridson. Oxyanthus troupinii ingår i släktet Oxyanthus och familjen måreväxter. Inga underarter finns listade i Catalogue of Life.